# Stian Vatne
Stian Fredrik Vatne (* 10. Mai 1974 in Molde, Norwegen) ist ein ehemaliger norwegischer Handballspieler. Seine Körperlänge beträgt 1,99 m.
Stian Vatne begann in seiner Heimatstadt bei Molde HK mit dem Handballspiel. 1994 kam er zu Stavanger IF, wo er in der ersten norwegischen Liga debütierte. Nach drei Jahren suchte er eine neue Herausforderung und schloss sich den Kadetten Schaffhausen an. Dort gewann er 1999 den Schweizer Pokal sowie 2000 die Vizemeisterschaft, bevor er 2001 zu seinem alten Verein Stavanger IF zurückkehrte. Dort blieb er aber nur ein Jahr; 2002 wechselte zu Ademar León nach Spanien, wo er 2005 den Europapokal der Pokalsieger gewann. 2005 zog er weiter zu BM Algeciras, 2006 zu BM Aragón. Mit den Männern aus Saragossa zog er 2007 ins Finale des EHF-Pokals ein, unterlag dort aber den deutschen SC Magdeburg Gladiators. Zur Saison 2009/10 unterschrieb Vatne einen Zweijahresvertrag bei den Füchsen Berlin, wo er als Abwehrchef spielte. Nach Ende der Saison 2010/11 beendete er seine Karriere als Profi-Handballspieler.
Stian Vatne bestritt 101 Länderspiele für die norwegische Nationalmannschaft; sein erstes Länderspiel bestritt er am 27. Mai 1994 gegen die russische Nationalmannschaft. Bei der Weltmeisterschaft 2005 in Tunesien und der Weltmeisterschaft 2007 in Deutschland gehörte er zum erweiterten Aufgebot seines Landes. Vatne hat mit Norwegen auch an der Europameisterschaft 2008 im eigenen Land teilgenommen.
Vatne übernahm im Oktober 2012 das Traineramt der norwegischen Jugendnationalmannschaft.